# Brachyotum lindenii
Brachyotum lindenii är en tvåhjärtbladig växtart som beskrevs av Célestin Alfred Cogniaux. Brachyotum lindenii ingår i släktet Brachyotum och familjen Melastomataceae. Inga underarter finns listade i Catalogue of Life.